# Hugo von Maffei
Hugo Karl Alois Ritter und Edler von Maffei (* 31. August 1836 in Bamberg; † 13. Mai 1921 in München) war ein bayerischer Bankier, Unternehmer und Reichsrat der Krone Bayern in München. Zur Zeit des Ersten Weltkrieges war er einer der reichsten Männer des Königreichs Bayern.

## Leben
Maffei wurde 1836 in Bamberg als Sohn des Oberleutnants Johann Nepomuk Ritter und Edler von Maffei und seiner Ehefrau Friederike Johanna Katharina Steitz geboren. Er studierte von 1855 bis 1859 Jura in München und Bonn und war dort in den Corps Franconia München und Hansea Bonn aktiv. 1870 erbte er von seinem Onkel Joseph Anton von Maffei die in der Hirschau im Englischen Garten von München gelegene Lokomotiven- und Maschinenfabrik J.A. Maffei. Wie seinem Onkel gelang es ihm, internationale Aufträge für die Lokomotivfabrik zu akquirieren. Unter der Leitung von Maffei bildete neben der Produktion von Lokomotiven der Bau von stationären Dampfmaschinen und Kesseln einen wichtigen Produktionszweig. 1901 wurde die Energieversorgung der Fabrik in der Hirschau erweitert. 1908 wurde das Werk modernisiert und neue Produktionshallen wurden gebaut. 1907/08 wurden mit der Berliner Maschinenbau AG, vorm. Schwartzkopff, in Wildau die Maffei-Schwartzkopff-Werke zur Herstellung elektrischer Ausrüstung errichtet. 1910 wurde die erste Elektrolokomotive ausgeliefert. Von 1918 bis 1924 wurden Lokomotiven für Reparationslieferungen hergestellt. Maffei ließ die betrieblichen Sozialleistungen einschließlich Kranken- und Rentenversicherung ausbauen.

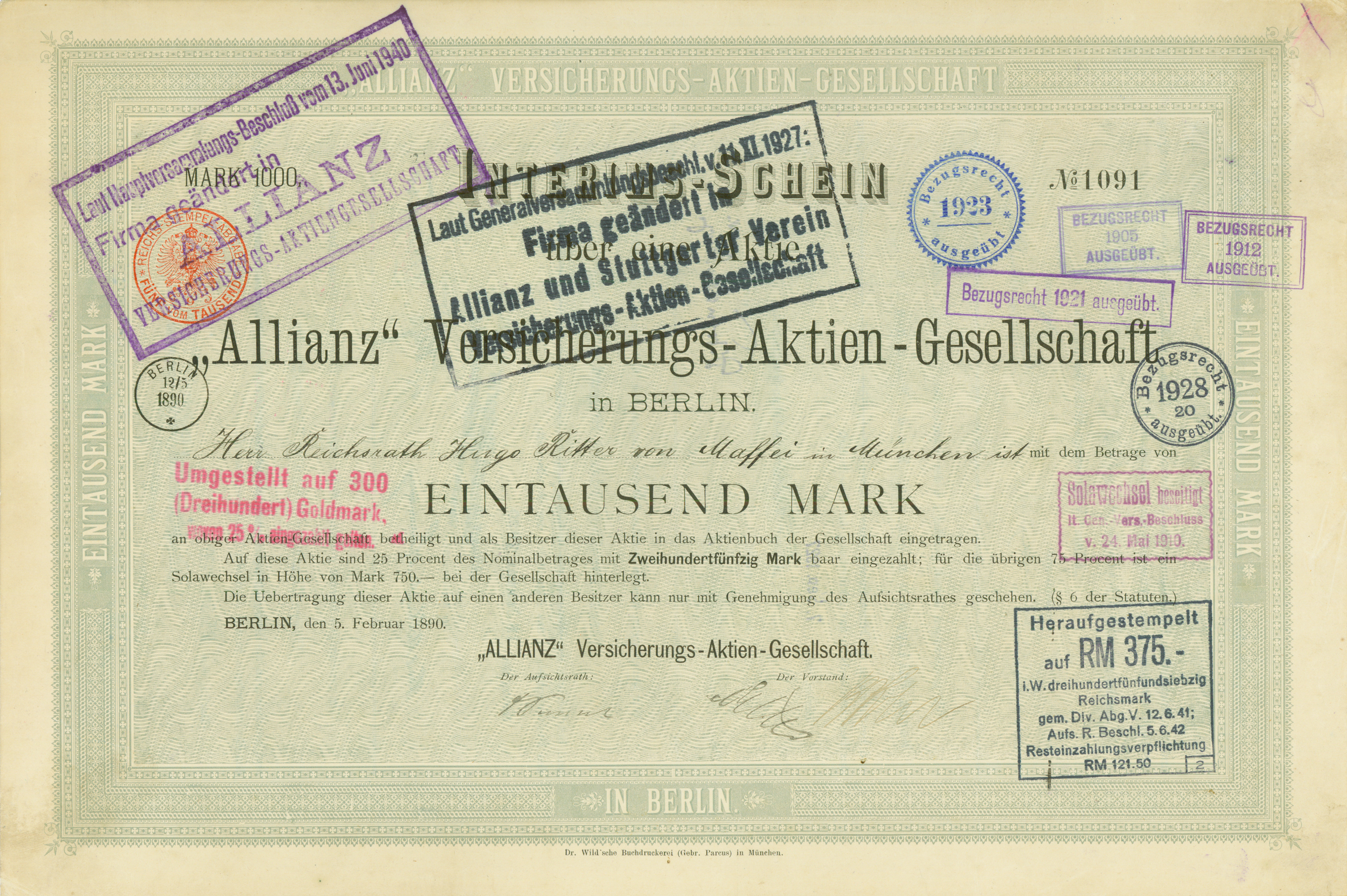
Interims-Schein einer Aktie der Allianz Versicherungs-AG vom 5. Februar 1890, ausgestellt auf Hugo von Maffei

Maffei genoss in Bayern und darüber hinaus großes Ansehen. Er war an der Gründung der Münchener Rückversicherungs-Gesellschaft und der Bayerischen Versicherungsbank beteiligt. Er wurde ferner in den Aufsichtsrat der Bayerischen Notenbank (als 2. Vorsitzender), der Allianz-Versicherungs-AG, der Maximilianshütte und als 2. Vorsitzender der Siemens-Schuckertwerke in Berlin berufen. 1872 erfolgte die Berufung in den Bayerischen Landwirtschaftsrat. Für sein Wirken hatte ihn Prinzregent Luitpold von Bayern 1909 mit dem Komturkreuz des Verdienstordens der Bayerischen Krone beliehen. Maffei war außerdem Kommandeur der Ehrenlegion sowie Dr.-Ing. E. h. der TH München.
Maffei besaß bei Berchtesgaden das Schloss und Gut Lustheim sowie das zu dem 1902 begründeten Fideikommiss gehörende, am südlichen Ende des Starnberger See, in Iffeldorf an den Osterseen gelegene Gut Staltach. 1887 kaufte er Gut Freiham mit dem Schloss Freiham von dem bayerischen Kammerherrn Carl Theodor Graf von Yrsch. Dieser hatte 1866 mit dem Umbau des zum Yrsch'en Fideikommiss gehörenden Schlosses begonnen. In Feldafing ließ Maffei von Emanuel von Seidl die Villa Maffei errichten.
1889 schenkte Hugo von Maffei die ererbte Kunstsammlung des Münchner Kunsthändlers Felix Halm (1758–1810) der Graphischen Sammlung in München. Die fast 2.500 Zeichnungen des 17. und 18. Jahrhunderts hatte Felix Halm als Grundlage einer von ihm geplanten Geschichte der Kunst in Bayern zusammengetragen.
Maffei war seit 1861 mit seiner Cousine Ida von Maffei (1841–1927) verheiratet und hatte mit ihr zwei Söhne und drei Töchter, darunter Alfons von Maffei (1862–1926) und Laura Friederike Pauline Luise von Maffei (* 1871).